# Venucia V-Online
 (janvier 2022).
Le Venucia V-Online est un crossover fastback produit par Dongfeng Nissan sous la marque Venucia. Le nom chinois est Da-V (大V), parfois appelé Big V ou Grand V.

## Histoire

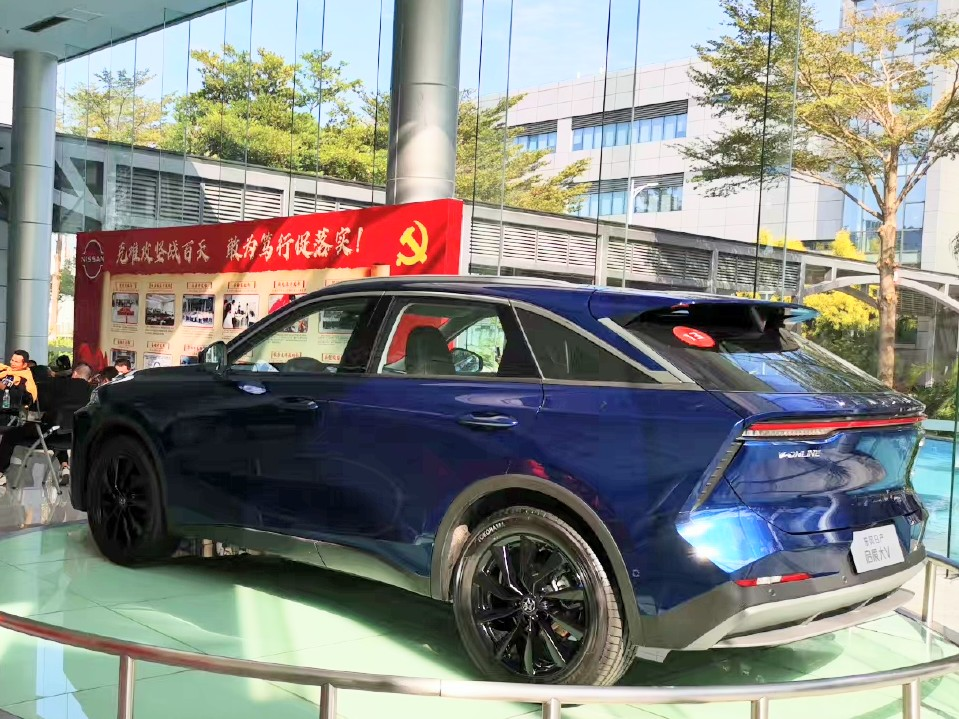
Venucia V-Online, arrière

Le V-Online se positionne sous le Venucia Xing et il a été présenté le 20 août 2021. Peu de temps après, il a été mis en vente en Chine continentale.

## Spécifications techniques
Le V-Online de 4,56 mètres de long est propulsé par un moteur essence de 1,5 litre avec 190 PS (187 ch; 140 kW). Le véhicule est à traction avant et dispose d'une transmission à double embrayage à 7 rapports. Il accélère jusqu'à 100 km/h (62 mph) en 8,8 secondes.